# توفند مایکل
توفند مایکل (انگلیسی: Hurricane Michael) قوی‌ترین توفانی است که تاکنون در بخش شمالی غربی فلوریدا روی داده‌است و باعث سیل در شهرهای ساحلی، زیر آب رفتن خانه‌ها و شکستن درختان شده‌است. این توفند با بادهایی به سرعت ۲۰۰ کیلومتر در ساعت از فلوریدا گذشته و وارد ایالت جورجیا شده‌است. این توفند در آمریکای مرکزی و ایالات متحده دست کم ۲۴ کشته بر جا نهاده‌است. مایکل سومین توفند قدرتمندی است که به آمریکا می‌رسد، توفند کامیل در سال ۱۹۶۹ در میسیسیپی و توفند روز کارگر در سال ۱۹۳۵ در فلوریدا قوی‌ترین‌ها بودند.